# Delaware
Delaware [dêlaver] je zvezna država ZDA, ki leži v Srednjeatlantskem območju Združenih držav. Delaware je druga najmanjša zvezne država v ZDA. Znana je kot prva država, saj je 7. decembra 1787 kot prva izmed 13 kolonij podpisala ustavo ZDA. 

## Geografija
Delaware je dolg 154 km in v širino sega od 14 do 56 km. Njegova površina skupaj znaša 5.054 km2, zaradi česar je druga najmanjša država v ZDA. Na severu jo omejuje Pensilvanija, na vzhodu teče obmejna reka Delaware, Delaware Bay, New Jersey in Atlantski ocean. Na zahodu in jugu si mejo deli z Marylandom. Majhni deli Delawara se nahajajo tudi na vzhodni strani reke Delaware. Zvezna država Delaware skupaj z okrožji vzhodne obale Maryland in dvema okrožjema Virginije tvorijo polotok Delaware, ki se razteza ob srednjeatlantski obali. Država leži na ravnini. Ima najnižjo povprečno nadmorsko višino katere koli zvezne države v ZDA.
Podnebje je oceansko, saj državo na severu pred mrzlimi vetrovi ščiti gora Pennsilvanija. V notranjosti države je podnebje kontinentalno, z mrzlimi zimami (do −20 °C) pozimi in vročimi poletji (do +40 °C).
Leta 2020 so izvedli štetje prebivalcev, kjer so skupaj popisali 973.764 prebivalcev.
Opredelitev severne meje države je nenavadna. Večino meje med Delawarom in Pensilvanijo je prvotno opredeljeval lok, ki se je raztezal 19,3 km od kupole sodišča v mestu New Castle. To mejo pogosto tudi imenujemo Dvanajstmiljski krog.

## Zgodovina
Preden so Delaware naselili evropski kolonisti, so to območje naseljevala vzhodna algonkijska plemena, znana tudi kot Unami Lenape ali Delaware, ki so živela v dolini reke Delaware. Pleme je tesno povezano s plemeni Munsee Lenape ob reki Hudson. Ustanovili so lovsko in kmetijsko družbo ter zelo hitro postali posredniki v trgovini s krznom s svojimi starodavnimi sovražniki iz plemen Minqua ali Susquehannock. Ko so izgubili ozemlja, ki so jih zavzeli Irokezi v sedemdesetih letih 17. stol., so ostanki plemena Lenape zapustili to območje in  preselili čez gore Alleghany. Tisti ki so ostali, so bili kasneje pokristjanjeni in asimilirani med naseljence.

Država je dobila ime po reki Delaware. Ta je svoje ime dobila po Thomasu Westu, tretjemu baronu De La Warrju (1577–1618), ki je bil v času kolonializma vladajoči guverner kolonije Virginia. Ljudje Delawara, priseljensko poimenovanje pripadnikov Lenape, prav tako izvirajo iz istega vira.
1. ↑  https://governor.delaware.gov/
2. ↑  https://en.wikipedia.org/wiki/John_Carney_(politician)